# Onfroy de Montfort
 (juin 2021).
Onfroy de Montfort, mort le 12 février 1284, fut seigneur de Beyrouth de 1282 à 1284 et seigneur de Tyr de 1283 à 1284. Il était fils de Philippe Ier de Montfort, seigneur de la Ferté Alais, de Bréthencourt, de Castres, de Toron et de Tyr, et de Marie d'Antioche.
Il épousa le 1er octobre 1274 Echive d'Ibelin (1253-1312), fille de Jean d'Ibelin (mort en 1264), seigneur de Beyrouth, et d'Alice de la Roche sur l'Ognon. Ils eurent :
- Amaury de Montfort (mort en 1304) ;
- Roupen de Montfort (mort en 1313) ;
- Helvis de Montfort ;
- Alix, ou Helvis, vivante en 1295.

À la mort de sa sœur aînée Isabelle d'Ibelin en 1282, elle lui succéda et devint dame de Beyrouth. L'année suivante, c'est le frère aîné d'Onfroy, Jean de Montfort, seigneur de Tyr, qui meurt, sans enfants.
Quelques années plus tôt, le roi Hugues III de Chypre avait confirmé aux Montfort la possession de Tyr, se réservant le droit de reprendre le fief si Jean de Montfort n'avait pas d'enfant. Hugues III laissa toutefois Onfroy succéder à son frère. Mais celui-ci mourut six mois plus tard, et le nouveau roi Henri II, probablement parce qu'il estimait les fils d'Onfroy trop jeunes pour assurer la défense de Tyr, reprit le fief pour le donner à son frère Amaury.

## Sources
- http://fmg.ac/Projects/MedLands/JERUSALEM%20NOBILITY.htm
- http://generoyer.free.fr/H-PhilippedeMONTFORT.htm